# Francuzi
Francuzi (franc. les Français) su romanski narod na zapadu Europe. 
Politički u Francuze su popisivani i drugi narodi na području Francuske koji su nastali romanizacijom stare Galije i germanskih plemena. Među ovima danas razlikujemo Franko-Provansalce (574.000) iz istočne Francuske u pograničnim krajevima sa Švicarskom (7100) i Italijom (71.000); Okcitance (2.377.000) na jugu Francuske; Provansalce (251.000) s obale Sredozemlja; Gaskonjce koji su po svoj prilici akvitanijskim jezikom romanizirani Baski, a ima ih danas oko 250.000 na jugozapadu Francuske i oko 4000 tisuća u susjednoj Španjolskoj; Korzikance s Korzike (302.000), kojih ima i u SAD-u (104.000) i Italiji (preko 5000). 
Posebne zajednice čine danas i narodi koje poznajemo kao Frankošvicarci, kojih u Francuskoj ima oko 29.000 i govore francuski; Frankokanađani (7.294.000) iz Quebeca i njihov ogranak Kajuni (Cajuns) iz Louisiane koji se smatraju posebnom zajednicom, a ima ih 1.014.000. Frankokanađana ima i 1.079.000 u SAD. Čistih Francuza, bez onih političkih, silom zakona pofrancuženih, ima 2005. godine 37.345.000 u Francuskoj (2005. imala je 60.491.000 stanovnika), a svih zajedno u svijetu 41.330.000 nastanjenih u 124 države. Osim u Francuskoj, pravih Francuza ima najviše u SAD (2.429.000). Francuski jezik naravno ima daleko veći broj govornika (124.000.000, 1995. godine), ali je etno-kulturno nasljeđe tih naroda sasvim različito.

## Ime i porijeklo
Francuzi svoje ime dobivaju po germanskim plemenima Franaka što su se od 3. do 6. stoljeća pojavili na granicama Galije, zemlji nastanjenoj keltskim plemenima, i počeli je naseljavati. U francuskom jeziku ovaj naziv glasi /les/ Français, (u engleskom French). 
Franci su nastanili područje do rijeke Loire i u idućim se stoljećima pomiješali i stopili s Galima. Ovo se stanovništvo prestankom rimske vladavine, koja završava u 5 stoljeću, počelo intenzivno romanizirati, a do 10. stoljeća su zaboravili svoj jezik. Jezična romanizacija galsko-franačkog stanovništva je proces koji se odvijao negdje od 11. do 14. stoljeća, kroz ovaj je period nastajao staro-francuski jezik. 
Latinski jezik na području današnje francuske bio je naravno pod utjecajem lokalnih jezika, tako da je evoluirao u više dijalekata, kojima se služe potomci naroda koji su njima govorili. Jedine neromanizirane skupine ostali su Bretonci, što su se u 5. stoljeću na područje Bretanje naselili s Britanskog otočja. Njihovo porijeklo je također keltsko i srodno kontinentalnim Galima. 
Druga grupa, također neromanizirana, su Baski ili Euskaldunak koji su sačuvali predindoeuropski jezik euskara, i tajanstvenog su porijekla. Baski naseljavaju tek ekstremni jugozapad Francuske. Kod frankofona Francuske nastalo je više dijalekata od kojih bi možda trebalo izdvojiti valonski i okcitanski (langdočki) kojima se služe Valonci, danas uglavnom nastanjeni u Belgiji i Okcitanci s juga Francuske, koje ne treba poistovjećivati s Francuzima. Pravi Francuzi i francuski jezik čine one grupe što su govorile langue d'oïl, a napose francuskim jezikom (u području Ile-de-France.), koji je poslužio da postane zajednički jezik svim Francuzima te postao službenim.

## Povijest
Prethodnici i preci današnjih Francuza i njima srodnih etničkih zajednica područja današnje Francuske, odnosno keltski Gali, živjeli su u ovom kraju još u brončano doba, a do prodora Rimljana dolazi 121. pr. Kr. Rimska vojska je donosila latinski jezik ali i civilizaciju. Konačan plod rimskog utjecaja na susjedne narode bila je jezična romanizacija, i upravo ta rimska vojska odlučujuće je utjecala na stvaranje suvremenih romanskih naroda, koji po njihovom glavnom gradu Romi (Rim) nose ime. Na ovaj način nastali su (što se tiče zapadne Europe) Francuzi, Valonci, Španjolci, Katalonci, Portugalci, Galjegi, maleni Monegaski, pa i sami Talijani. Osvajanja Galije završava Cezar od 58. do 51 pr. Kr. Rimska vladavina završava dolaskom Salijaca i ratobornog Klodviga koji je 486. kod današnjeg Soissona potukao Sijagrija (Syagrius), posljednjeg rimskog namjesnika. 
Klodvig postaje prvi dinast Merovinga. Država Merovinga širi se na područja Burgundije, Provanse, pa i Tiringije i Bavarske. Što je država postajala veća kraljevska vlast je sve više prelazila u ruke kraljevskih majordoma. Ovi još više šire franačku državu, a Karlo Martel kod Poatijea (Poitiers) tuče arapsku vojsku. Karlov sin Pipin Mali svrgava posljednjeg Merovinga i 751. proglašava se kraljem. Martelovi potomci su odlučnog i jakog kova, i Pipin Mali ima sina, Karla Velikog (768. – 814.), on pak namjerava obnoviti Zapadno Rimsko Carstvo, a papa ga 800. kruni za rimskog cara. Ekspanziju Franaka zaustavit će sama gramzivost koja se očitava u prijestolonasljedničkoj svađi i borbi sinova Ludovika Pobožnog. On je sin Karlov, ali ne uspijeva sačuvati očevo nasljedstvo. Približava se kobna 843. 
Te godine u Verdunu će Lotar, Ludvig Njemački i Karlo Ćelavi potpisati ugovor koji će odrediti granice budućih država i nastanka novih nacija. Karlo Ćelavi što vladaše od 843. – 877.  naslijedit će područje zapadnog dijela franačke države, države koja će se ubuduće nazivati Francuska, i time početi pisati svoju vlastitu povijest.

## Etnografija

### Ples i glazba
Poznati francuski ples kotiljon (cotillon), nije se prvi puta pojavio u Francuskoj, kako se to često navodi, nego je porijeklom iz Zapadnih Indija (Kariba), gdje se plesao ranih 1700.-tih godina. On u Francusku dolazi 1750.-tih, gdje postaje nacionalnim plesom. Otuda se za nekih desetak godina dalje širi u Englesku, da bi se negdje 1844. pojavio kao der kotillion i u Njemačkoj. –Ime plesa dolazi po 'podsuknjii', deminutiv (=cotillon) što nastaje od  'cote' =haljina.  –Kotiljon se pleše u parovima, a prati ga i dijeljenje cotillon-darova. 

### Kuhinja
Ljubav Francuza prema hrani je opće poznata, kao i to, da je njihov rafinirani ukus dao mnoge poznate specijalitete. Postoji velika ljubav prema sirevima, kao i raznim juhama (jedna od poznatijih je bouillabaisse iz Nice, s umakom od šafrana), složencima, pečenkama, salatama, slasticama, a uz to naravno idu i pića od kojih su najpoznatija razna vina (pjenušac šampanjac), i žestoko piće konjak.
Najpoznatiji francuski sirevi su: Chevre (tradicionalni kozji sir), autentični francuski 'Brie', Raclette, Roquefort, Camembert, Gruyere (poznat i kao Comté). 
Roquefort je porijeklom sa srednjih Pireneja i nazivan je 'kraljem sireva', a spominje ga još Plinije u rimsko doba.

### Seoska arhitektura
Tipična francuska sela građena su od kamenih kuća koje se redaju uz uske krivudave ulice, i obično okružena vinogradima, kao što je 'bordeaux' blizu istoimenog grada.

## Populacija
Godine 2005. Francuska ima 60 milijuna stanovnika i od toga 37.345.000 etničkih Francuza, znači bez onih politički 'pofrancuženih' i 29.000 Franko-Švicaraca, koji također govore francuskim jezikom, a matica im živi u Švicarskoj (1.475.000; 2005. godine). U ostalim zemljama Francuza ima ima u SAD (2.429.000); Belgija (115.000); Senegal (115.000); Italija (101.000); Južnoafrička Republika (84.000); Maroko (82.000); Njemačka (75.000); Egipat (62.000); Demokratska Republika Kongo (56.000); Španjolska (49.000); Mauricijus (37.000); Gabon (34.000); Nizozemska (31.000); Panama (30.000); Francuska Polinezija (27.000); Kamerun (26.000); Benin (23.000); Mađarska (22.000); Portugal (22.000); Saudijska Arabija (22.000); Luksemburg (21.000); Bjelokosna Obala (20.000); Urugvaj (20.000); Srednjoafrička Republika (18.000); Džibuti (17.000); Madagaskar (17.000); Brazil (16.000); Libanon (16.000); Monako (16.000; bez Monegaska); Austrija (15.000); Republika Kongo (15.000); Argentina (14.000); Francuska Gijana (14.000); Ujedinjeno Kraljevstvo (14.000); Mali (11.000); Mauritanija (11.000); Meksiko (11.000); Sirija (11.000); Tunis (11.000); Alžir (10.000). 
U ostalim državama u kojima još Francuzi žive broje manje od 10.000. Tako ih je na primjer najmanje u Zapadnoj Sahari i Montserratu popisano tek 30. U Svetom Kitsu i Nevisu 60; etc.

## Vanjske poveznice
- Francuska moda, od 17. – ranog 19. stoljeća.  Arhivirana inačica izvorne stranice od 27. lipnja 2006. (Wayback Machine)

|  | Portal Francuske – Pristup člancima s tematikom o Francuskoj. |